# 胡汝霖 (清朝)
胡汝霖（?—?），湖南省長沙府長沙縣人，清朝政治人物、同進士出身。
光緒二十年（1894年），参加光緒甲午科殿試，登進士三甲4名。同年五月，授内阁中书。后升任候补道员。辛亥革命后，在湖南省立一中任教，為毛澤東的國學老師。后擔任湖南第一師範、湖南大學教授。